# Лобковиц, Август Йозеф фон
Князь Август Антон Йозеф фон Лобковиц (нем. August Anton Joseph von Lobkowitz; 21 сентября 1729, Прага — 28 января 1803, Прага) — австрийский военный деятель и дипломат.

## Биография
Сын генерал-фельдмаршала князя Георга Христиана фон Лобковица и Каролины Генриетты фон Вальдштейн.
Получил хорошее образование в Риме, затем в возрасте 23 лет поступил в императорскую армию.
Он участвовал во всех кампаниях Семилетней войны, 1 июня 1760 года был произведен в генерал-фельдвахтмейстеры.
16 марта 1771 года он вышел в отставку, после чего выбрал дипломатическую карьеру и 28 января 1772 года был назначен ко двору в Мадриде в качестве имперского посланника, в каковой должности оставался в течение пяти лет. Отставлен 27 марта 1776 года.
По возвращении он отказался от государственной службы и жил как частное лицо, покровительствуя ученым и художникам.
В 1791—1803 годах был оберстландмаршалом Богемского королевства.
В 1792 году был пожалован императором Францем II в рыцари ордена Золотого руна.

## Семья
Жена (16.09.1753): Мария Йозефа Людмила Чернин фон унд цу Худениц (21.04.1738—20.06.1790), дочь Франтишека Антонина Чернина фон унд цу Худениц и графини Марии Изабеллы Жанны де Мерод-Вестерло, наследница Хоржина и Мельника. Жениху было 24 года, невесте 15 лет. На свадьбе присутствовал брат императора, принц Карл Александр Лотарингский.
У пары было 19 детей, но только четверо из них дожили до взрослого возраста, и только трое пережили своего отца:
- Мария Йозефа (19—22.06.1754)
- Мария Йозефа (30.03.1756—9.08.1793)
- Кристиан (25.09.1757—30.05.1759)
- Август (5—13.10.1758)
- Мария Изабелла (14.10.1759—15.03.1761)
- Мария Вальбурга (18—19.08.1760)
- Иоганн Венцель (5.08.1761—26.09.1768)
- Франц Антон (11.07—9.10.1762)
- Анна Йозефа (1763—6.08.1763)
- Мария Каролина (9.01.1764—29.09.1768)
- Фердинанд (16.05.1765—12.11.1768)
- Мария Анна (9.08.1766—15.11.1768)
- Мария Терезия Габриела (13.06.1767—1.05.1820), замужем не была, бездетна
- Мария (11.01.1769—2.09.1770)
- Мария Элеонора Адальберта Кайя (22.04.1770—9.11.1834). Муж (6.06.1791): баварский генерал-майор, принц Максимилиан Йозеф фон Турн унд Таксис (1769—1831), 6 сыновей
- Эмануэль Феликс (29.06.1771—13.04.1773)
- князь Мария Антон Изидор (15.03.1773—12.06.1819). Жена (6.06.1796): графиня Мария Анна Сидония Кински фон Вшиниц унд Теттау (12.02.1779—26.03.1837), дочь князя Йозефа Эрнста Кински фон Вшиница унд Теттау и графини Марии Розы фон Гаррах, 7 детей
- Роза де Лима (23.06.1775—7.04.1777)
- Мария Людецилла (19.07.1778—26.03.1779)